# چوی (قرقیزستان)
چوی (به لاتین: Chuy) یک منطقهٔ مسکونی در قرقیزستان است که در شهرستان چوی واقع شده‌است. چوی ۱۱٬۵۳۵ نفر جمعیت دارد و ۸۲۱ متر بالاتر از سطح دریا واقع شده‌است.